# マルティン・オンドラーチェク
マルティン・オンドラーチェク（Martin Ondráček）は、チェコ出身のチェロ奏者。チェコ在住。

## 略歴
チェコ共和国北西部に位置するホムトフ市出身。6歳からチェロを習い始めミルコ・シュカンパに指導を受ける。プラハ音楽院のヤナーチェクアカデミー(Janáčkova akademie múzických umění)修士課程を卒業。
2004年にはピアノのヤナ・イェンシーコヴァーとバイオリニスト柏原大蔵の3人で三重奏団「プラハガリアーノトリオ」を結成。チェコ国内各地で演奏会を行った。ピアノデュオで2005年パドヴァ国際コンクール(Padua International Competition：イタリア）室内楽部門第3位、アコーディオンとのデュオでカステルフィダルド国際アコーディオン・コンクール(イタリア)室内楽部門第１位を受賞している。2007～2008年にかけてタイ・フィルハーモニー管弦楽団に招聘され在籍。同時にバンコクのマヒドン大学(Mahidol University)音楽学部講師も勤めた。
帰国後にチェコ共和国テプリツェ(Teplice)のテプリツェフィルハーモニー管弦楽団首席チェロ奏者に就任。2012年1月からはチェコ共和国カルロヴィ・ヴァリ(Karlovy Vary)交響楽団首席チェロ奏者に就任。ホムトフ(Chomutov)のホムトフ市立芸術学校音楽科でチェロ専攻講師も務める。

## 受賞歴
- 2005年パドヴァ国際コンクール(Padua International Competition：イタリア）室内楽部門第3位
- カステルフィダルド国際アコーディオン・コンクール（イタリア）室内楽部門第１位(伴奏）

## 来日公演
- 20歳となった2005年には高松市、高知市、徳島市などでも来日コンサートを開催した。
- 2012年9月にはチェコ文化イベントとしてチェコ共和国大使館の後援を受け、ナズドラヴィ・フィルハーモニーと来日コンサートを開催した[1]。妻は日本人。